# Per Tamm
Per Vollrath Sebastian Henricsson Tamm, född den 27 december 1905 i Stockholm, död den 7 november 1978 i Lidingö, var en svensk militär och adelsman. Han var son till Henric Tamm och svärfar till Robert Pålman.
Tamm avlade officersexamen 1927. Han blev fänrik i Svea livgarde 1928, underlöjtnant vid regementet 1929, löjtnant där 1931, kapten där 1940 och vid generalstabskåren 1942. Han genomgick Krigshögskolan 1937–1939 och var lärare där 1946–1949. Tamm befordrades till major 1946, till överstelöjtnant 1950 och till överste 1955. Han var sekundchef för Livregementets grenadjärer 1955–1963 samt befälhavare för Stockholms försvarsområde och kommendant i Stockholm 1963–1966. Tamm blev riddare av Svärdsorden 1947 och av Vasaorden 1949 samt kommendör av Svärdsorden 1959 och kommendör av första klassen 1963. Han var ordförande för Stockholms brottningsförbund 1939–1941 och för Svenska brottningsförbundet 1945–1951, ledamot av Sveriges riksidrottsförbunds överstyrelse 1946–1952 och i styrelsen för Internationella brottningsförbundet 1948–1956.